# Лэдд, Джордан
Джордан Лэдд (англ. Jordan Ladd; род. 14 января 1975) — американская актриса. Известна ролями в фильмах ужасов.

## Биография
Джордан Элизабет Лэдд родилась 14 января 1975 года в семье актёров Дэвида и Шерил Лэдд. Её дедушка и бабушка по отцовской линии также были известными актёрами.
Когда Джордан исполнилось пять лет, её родители развелись. Мать почти сразу вторично вышла замуж за продюсера Брайана Рассела. Отец вскоре вступил в брак с актрисой Дей Янг.
Уже с двух лет девочка снималась в рекламных роликах. В кино и на телевидении Джордан начала появляться, когда училась в средней школе. Преимущественно это были проекты, в которых участвовала её мать Шерил. Среди них телевизионные драмы «The Girl Who Came Between Them» и «Нарушенное обещание».
В 1995 году Джордан снялась в фильме «Объятия вампира», где одну из ролей играла Алисса Милано. Затем последовали роли в фильмах «Нигде», «Нецелованная», «Лихорадка», «Клуб ужасов», «Дом страха», «Большая жратва», «Внутренняя империя», «Доказательство смерти», «Хостел 2» и другие.

## Избранная фильмография
| Год       |    | Русское название               | Оригинальное название            | Роль                 |
| --------- | -- | ------------------------------ | -------------------------------- | -------------------- |
| 1978      | с  | Ангелы Чарли                   | Charlie’s Angels                 | юная Крис Монро      |
| 1994      | с  | Спасённые звонком: Новый класс | Saved by the Bell: The New Class | Дебби                |
| 1995      | ф  | Объятие вампира                | Embrace of the Vampire           | Элиза                |
| 1997      | ф  | Нигде                          | Nowhere                          | Алисса               |
| 1999      | ф  | Нецелованная                   | Never Been Kissed                | Гибби                |
| 2000      | ф  | Необыкновенные                 | The Specials                     | Шелли / Ночная птица |
| 2001      | с  | Клиент всегда мёртв            | Six Feet Under                   | Джинни               |
| 2002      | ф  | Идеал                          | Crazy Little Thing               | Дана                 |
| 2002      | ф  | Лихорадка                      | Cabin Fever                      | Карен                |
| 2004      | ф  | Клуб ужасов                    | Club Dread                       | Пенелопа             |
| 2004      | ф  | Дом страха                     | Madhouse                         | Сара                 |
| 2005      | ф  | Большая жратва                 | Waiting…                         | Даниэль              |
| 2005—2007 | мс | Робоцып                        | Robot Chicken                    | разные роли          |
| 2006      | ф  | Внутренняя империя             | Inland Empire                    | Терри                |
| 2007      | ф  | Доказательство смерти          | Death Proof                      | Шанна                |
| 2007      | ф  | Хостел 2                       | Hostel: Part II                  | Стефани              |
| 2009      | ф  | Грэйс                          | Grace                            | Мэдлин Мэтисон       |
| 2012      | ф  | Опасный рейс                   | Air Collision                    | Линдси Бейтс         |
| 2017      | ф  | План ограбления                | The Assault                      | Линдси Уолтерс       |
| 2019      | ф  | Сатанинская паника             | Satanic Panic                    | Ким Ларсон           |

## Награды и номинации
- 2007 — премия «Young Hollywood Awards»[7]
- 2010 — номинация на премию «Fangoria Chainsaw Awards» в категории «Лучшая актриса» («Грейс»)[8].